# 伯顿陨击坑
伯顿陨击坑（Burton）是火星门农尼亚区的一座撞击坑，中心坐标位于南纬13.9度、西经156.3度，直径123公里（76.6英里），其名称取自英国天文学家查尔斯·爱德华·伯顿（1846年-1882年），1973年，被国际天文联合会批准采用。
伯顿陨击坑西北和东北分别坐落了较小的马尔卡陨击坑和科夫雷斯陨击坑，而它的东面则分布着曼加拉谷。伯顿陨击坑内矗立有一座中央峰。撞击坑通常有一圈周围分布着喷射物的边缘，相比之下，火山口通常则没有边缘或喷射沉积物。越大的陨坑（直径大于10公里）通常会有一座中心峰，这种中央峰是因撞击后坑底反弹所形成。
2021年12月，伯顿陨击坑南面的三座陨坑：卡拉萨、呼吉尔特和丹皮尔被予以命名，而卡拉萨则位于丹皮尔陨击坑内。

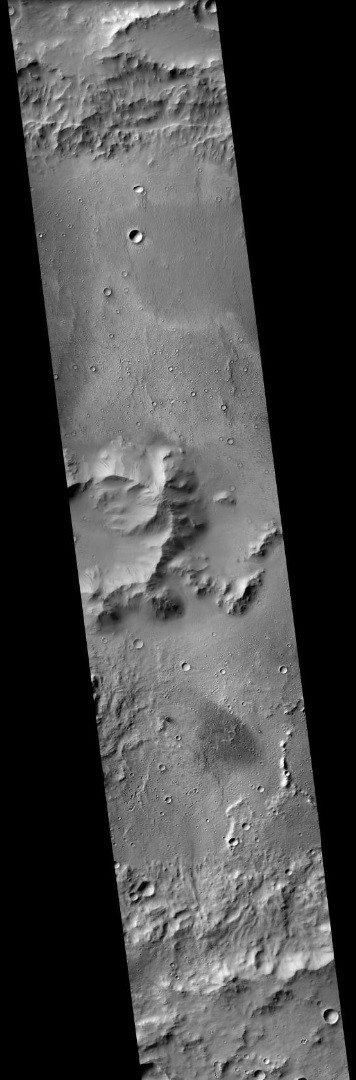
显示有暗坡条纹的伯顿陨击坑中央山峰，注：这是前一幅图像的放大版。
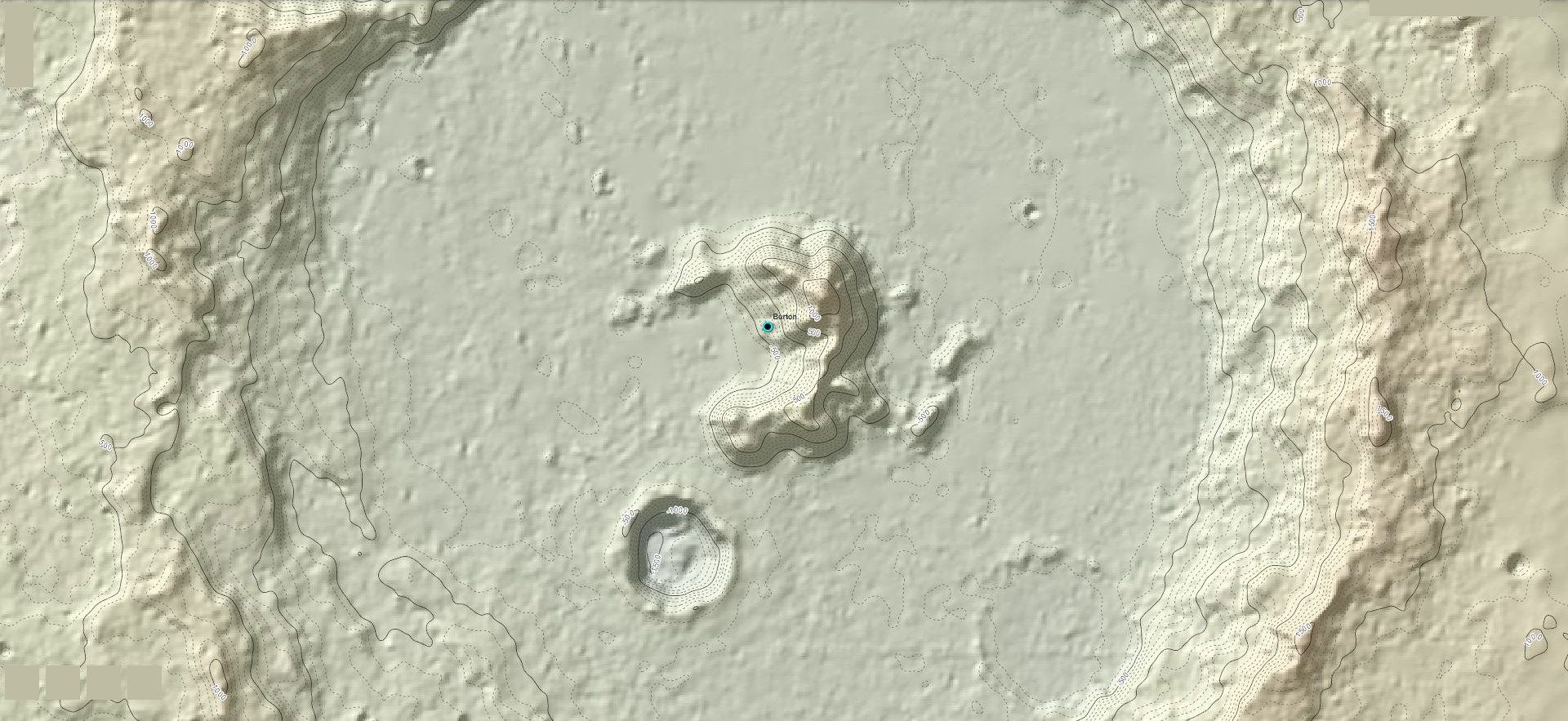
显示了中央峰的地形图。
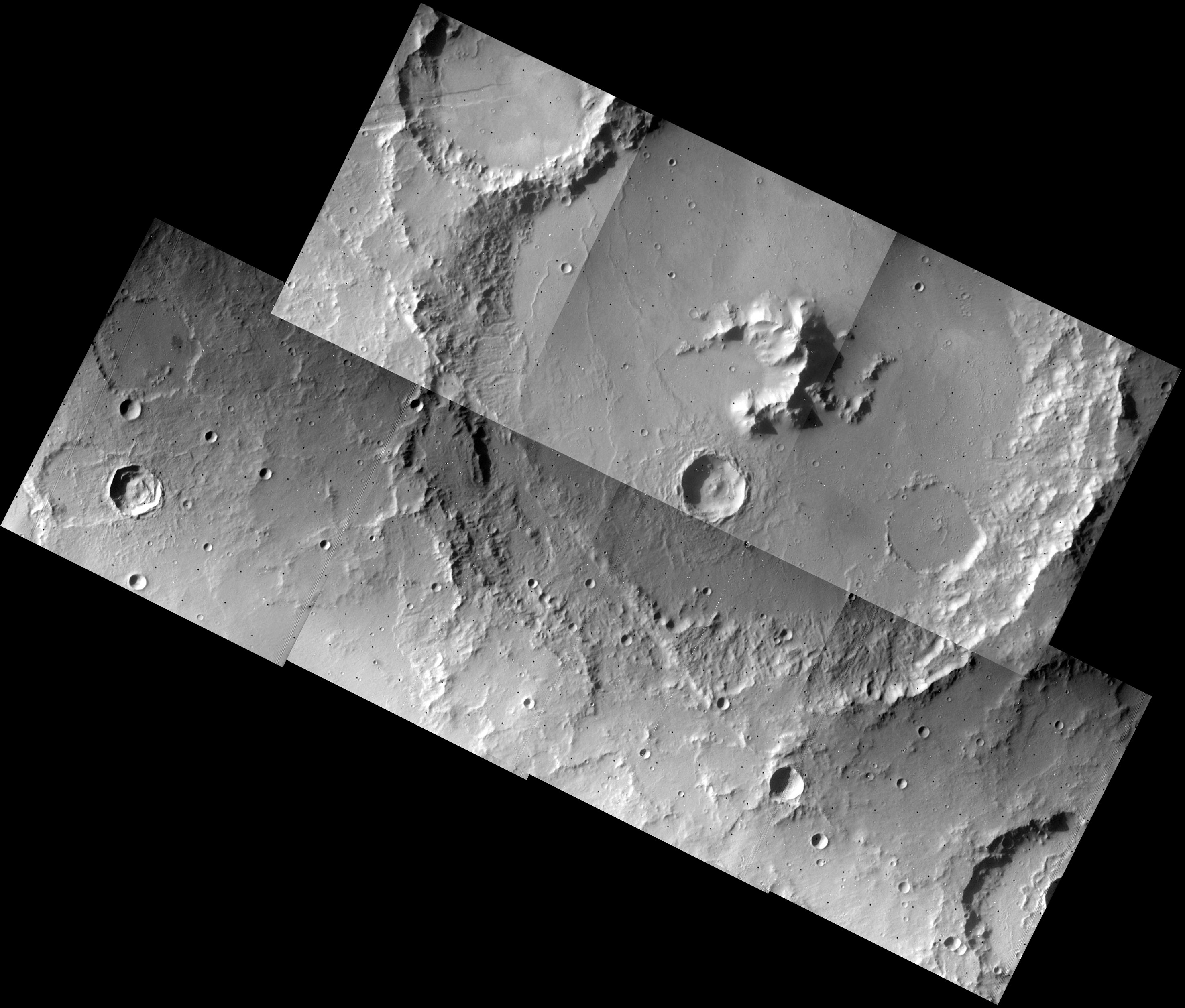
1980年，海盗1号轨道器在任务接近尾声时拍摄的拼接图。

## 暗坡条纹
火星许多地方在类似坑壁这样的陡坡上都显示有黑色条纹，条纹颜色似乎越年轻越深，而后随着时间的推移而逐惭变淡。通常，它们从一个狭窄的小点开始，然后扩大并向下延伸数百米，人们看到它们会绕过巨石等障碍物。现已提出了数种想法来解释这些条纹，有些涉及到水甚至生物体的生长。人们普遍认为，条纹出现在尘埃覆盖的区域，代表崩塌的尘埃。当一层薄薄的尘埃被清除时，则会露出下面深色的表面，火星表面大部分地区都被从大气中沉落的尘埃所覆盖。
在背景相机拍摄的中央峰图像中可看到暗坡条纹。

## 另请查看
- 火星撞击坑